# Gorni Kramer
Gorni Kramer, eigentlich Francesco Kramer Gorni (* 22. Juli 1913 in Rivarolo Mantovano; † 26. Oktober 1995 in Mailand) war ein italienischer Orchesterleiter, Komponist, Akkordeon- und Kontrabassspieler sowie Schallplattenproduzent, Arrangeur und Fernsehautor. Er ist der Urheber von über tausend Liedern.

## Name
Wegen des exotischen Klangs seines Namens glaubte ein Teil des italienischen Publikums lange, dass Gorni Kramer Ausländer sei, oder unter Pseudonym auftrete. In Wirklichkeit lauteten sein Zuname Gorni, seine Vornamen Francesco Kramer. Den letzteren Namen hatte ihm sein Vater zum Andenken an den Radrennfahrer Frank Kramer, Weltmeister des Jahres 1912, beigelegt. Vor- und Zuname vertauschend, wurde Kramer Gorni zu Gorni Kramer.

## Leben
Kramer näherte sich der Musik schon in der Kindheit unter der Leitung seines Vaters, der Musiker war. Das erste Instrument, welches er erlernte, war das Akkordeon; mit diesem wirkte er im väterlichen Orchester mit.

### Nach dem Konservatorium
Im Jahre 1930 diplomierte er auf dem Kontrabass am Konservatorium zu Parma. In der ersten Zeit danach arbeitete er als Musiker in verschiedenen Tanzorchestern, bis er 1933 seine eigene Kapelle gründete, mit der er Jazz spielte. Die neue amerikanische Musikrichtung war von der faschistischen Regierung verboten worden, aber Kramer hatte sie durch Musikerfreunde, die auf Überseedampfern tätig waren, kennenlernen können.  

### Komponist und Orchesterleiter
Von der Mitte der 1930er Jahre an, komponierte Kramer selbst. Sein Titel Crapa pelada, zu dem Tata Giacobetti den Text beisteuerte, wurde, von Alberto Rabagliati interpretiert, im Jahr 1936 ein Erfolg. 1939 dichtete er Pippo non lo sa, eines der berühmtesten Lieder des Trio Lescano. Trotz der Popularität seiner Schöpfungen wurden Kramer und sein Orchester von der EIAR boykottiert, da sie Jazz spielten.
Während des Zweiten Weltkriegs arbeitete Kramer mit dem Sänger Natalino Otto zusammen, der als Swinginterpret ebenfalls aus dem Radio verbannt war. Zeitweise leitete er nach dem Krieg gemeinsam mit Aldo Rossi das Orchestra del Momento. Er ist der Autor von Ho un sassolino nella scarpa, einem der großen Erfolge Ottos. In jenen Jahren begann auch Kramers Zusammenarbeit mit Franco Cerri und dem Quartetto Cetra, für das er berühmte Stücke, wie In un palco della Scala, Donna und Concertino schrieb. 1960 komponierte er zu einem Text von Tata Giacobetti La gatta che scotta für Adriano Celentano.

### Bei der 'Commedia Musicale'
Im Jahre 1949 begegnete Kramer dem Humoristenduo Garinei e Giovanni und begann, für ihre weltweiten Bühnendarbietungen zu komponieren. Dies war für die folgenden zehn Jahre seine Haupttätigkeit. Als bedeutendste Produktionserfolge gelten Gran Baldoria, Attanasio cavallo vanesio, Alvaro piuttosto corsaro, Tobia candida spia und Un paio d’ali. Bekannte Lieder daraus sind: Un bacio a mezzanotte, Non so dir ti voglio bene, Le gocce cadono, Chèrie, Simpatica.

### Der Schallplattenverleger
Kramer war, zusammen mit Mario Travisan, der Gründer des Schallplattenverlagshauses Combo Record. Mit dem Label lancierte er, unter anderen, Tony Renis und Riz Samaritano.

### Das Fernsehen
Sein Fernsehdebüt gab Kramer bereits 1954 mit der Sendung Nati per la Musica, zusammen mit Lelio Luttazzi; der Durchbruch gelang ihm indes erst 1957 mit Mario Rivas Programm Il Musichiere, dessen Erkennungsmelodie er schuf und an dessen musikalischen Inhalten er mit seinem Orchester, das aus diesem Anlass zu I Musichieri umgetauft wurde, beteiligt war. Es folgten zahlreiche weitere Sendungen: Buone vacanze, Giardino d'inverno, L'amico del giaguaro, Leggerissimo.

### Rückzug
Um die Mitte der 1960er Jahre zog sich Kramer immer stärker aus der Öffentlichkeit zurück, setzte jedoch seine Arbeit  als Musikverleger und Fernsehautor fort. Gelegentlich trat er noch als Gast auf, wie in der Fernsehsendung Milleluci, einer Hommage an die Geschichte des Hörfunks, durch die Mina und Raffaella Carrà führten.

## Diskografie (Auswahl)

### 78 upm
- 1936: Dimmi di si/Voglio da te una foto (Fonit, 7488)
- 1953: Toni me toca/Tic ti-Tic ta (Odeon, TW 4057)

### 45 upm
- 1958: Gelosia/Mi dolor (Fonit-Cetra, SP 30370)
- 1958: Una notte a Granada/La samba del villaggio (Combo Record, 5010; veröffentlicht unter Gorni Kramer e i suoi Villici)
- 1958: Domenica è sempre domenica/Simpatica (Combo Record, 5059; mit Mario Riva)
- 1959: You Are My Destiny/Hey, Jealous Lover (Combo Record, 5226; veröffentlicht unter Gorni Kramer e i suoi Musichieri)
- 1959: Mio zio/Non cercar (di capir l'amore) (Combo Record, 5237; veröffentlicht unter Gorni Kramer e i suoi Musichieri)
- 1959: Serenella/Fatalona (Combo Record, 5256; mit Paolo Bacilieri)

### EP
- 1958: Night Club (Odeon, MSEQ 35120; Track: Seite A – Un paio d'ali, Calypso fatto in casa, Seite B – Domenica è sempre domenica, La „sgargamella“ –  Lieder aus der ‘Commedia Musicale’  Un paio d'ali)

### 33 upm
- 1953: Parata di successi n° 5 (Fonit, LP 105; mit Nino Impallomeni, Alberto Semprini, Armando Sciascia)
- 1953: Parata di successi n° 6 (Fonit, LP 106; mit Nino Impallomeni, Alberto Semprini, Armando Sciascia)
- 1966: Celebri tanghi (Combo Record, LP 20044)
- 1974: Il re della fisarmonica (Combo Record, LP 20137)

### CD
- 1996: Gorni Kramer con i suoi Solisti & The Three Niggers of Broadway – Vol. I (Riviera Jazz Records, RJR CD 002)
- 1997: Gorni Kramer con i suoi Solisti, The Three Niggers of Broadway e William Righi e il suo Nuovo Stile – Vol. II (Riviera Jazz Records, RJR CD 003)
- 2003: Gorni Kramer, i suoi Solisti e i Tre Negri – Vol. III (Riviera Jazz Records, RJR CD 008)
- 2005: Gorni Kramer, i suoi Solisti, Orchestra Circolo Ambasciata, The Three Niggers of Broadway – Vol. IV (Riviera Jazz Records, RJR CD 011)
- 2006: The Smile of Swing (Twilight Music, TWI CD AS 06 26)

## Filmografie
- Il microfono è vostro, Regie: Giuseppe Bennati (1951)
- Domenica è sempre domenica, Regie: Camillo Mastrocinque (1958)
- Come te movi, te fulmino!, Regie: Mario Mattòli (1958)
- Un mandarino per Teo, Regie: Mario Mattoli (1960)

## Bibliographie
- Luca Cerchiari Jazz e fascismo: dalla nascito a Gorni Kramer. L’epos, Palermo 2003, ISBN 978-8857555225
- Adriano Mazzoletti Il jazz in Italia, Ed. EDT, Torino, 2004
- Autori Vari (a cura di Gino Castaldo), Dizionario della canzone italiana, ed. Curcio, 1990; unter: Kramer, Gorni